# Laophonte adriatica
Laophonte adriatica är en kräftdjursart som beskrevs av Petkovski 1955. Laophonte adriatica ingår i släktet Laophonte och familjen Laophontidae. Inga underarter finns listade i Catalogue of Life.